# Alisotrichia setigera
Alisotrichia setigera är en nattsländeart som beskrevs av Oliver S. Flint Jr. 1992. Alisotrichia setigera ingår i släktet Alisotrichia och familjen smånattsländor. Inga underarter finns listade i Catalogue of Life.